# Donald Mackenzie Wallace
Sir Donald Mackenzie Wallace (Boghead, 11 novembre 1841 – Lymington, 10 gennaio 1919) è stato un giornalista scozzese.

## Biografia
Era il figlio di Robert Wallace e Sarah Mackenzie. Entrambi i genitori morirono quando Wallace non aveva ancora dieci anni. All'età di quindici anni, Wallace si immerse nei suoi studi. Frequentò varie università come quella di Edimburgo e Glasgow, concentrando il suo studio sull'etica e metafisica. Egli trascorse gli ultimi anni presso la Facoltà di legge, a Parigi e lo stesso applicato al diritto romano all'Università di Berlino e Heidelberg, laureandosi con un dottorato in legge a Heidelberg nel 1867.

## Carriera
Wallace accettò un invito privato a visitare la Russia, avendo un forte desiderio di studiare gli Osseti, una tribù di origine iraniana nel Caucaso. Vivendo in Russia dal 1870 fino al 1875, Wallace trovò la civiltà russa molto più interessante degli Osseti. Wallace tornò nel Regno Unito nel 1876 e l'anno successivo raccontò in due volumi il proprio viaggio. L'opera ebbe un grande successo e venne tradotto in molte lingue.
Grazie al successo del suo lavoro in Russia, Wallace fu nominato corrispondente straniero del Times. Venne inviato a San Pietroburgo (1877-1878), fu poi inviato al Congresso di Berlino (giugno-luglio 1878).
Fu assistente di Henri de Blowitz, corrispondente di Parigi del Times, e portò il testo del trattato da Berlino a Bruxelles, cucito nel rivestimento del suo pastrano. Dal 1878 al 1884 fu a Costantinopoli; mentre era là, studiò i popoli dei Balcani, per poi andare in missione speciale in Egitto.
L'esito della missione di Wallace in Egitto fu il soggetto di un altro libro di successo, Egypt and the Egyptian Question (1883). Dopo un viaggio attraverso il Medio Oriente, Wallace fu selezionato come uno degli accompagnatori dello zar Nicola II nel suo tour indiano (1890-1891). Servì come segretario privato di Lord Dufferin e Lord Lansdowne in India.

## Morte
Nei suoi ultimi anni, Wallace si dedicò di nuovo allo studio. Il suo ultimo libro pubblicato era The Web of Empire nel 1902. Brevemente contribuì alla redazione della decima edizione dell'Enciclopedia Britannica, ma nel marzo 1901 ricoprì la carica di segretario privato del duca di York, durante un tour del mondo. Durante i sette mesi, dal marzo al ottobre 1901, il tour reale visitò Gibilterra, Malta, Aden, Ceylon, Australia, Nuova Zelanda, Stabilimenti dello Stretto, Natal, Colonia del Capo e Canada.
Wallace fece poi parte dell'entourage dell'imperatore di Russia durante la sua visita in Inghilterra, nel 1909, quando ricoprì la carica di Groom-in-Waiting di Edoardo VII (1909-1910) e di Giorgio V (1910).
Morì il 10 gennaio 1919 a Lymington.